# Mixage Happy New Year
Mixage Happy New Year è una compilation di brani musicali famosi pubblicata verso la fine del 1987. La compilation venne pubblicata dalla Baby Records nei formati LP e MC e distribuita dalla C.G.D. Messaggerie Musicali S.p.A.. È l'ultima raccolta della serie storica. La successiva arrivò 12 anni più tardi.

## Tracce
Lato A
1. La Compagnie Creole – C'est Bon Pour Le Moral - 3:31
2. Big John Russel – Hokie Pokie (All Over The World) - 3:30
3. El Gringo – La Bamba - 2:10
4. Los Bombo Congas – Bobo Step - 3:45
5. Glen White – 	America - 4:00
6. Ronnie Jones – Day - O (Banana Boat) - 4:00

Lato B
1. Los Joao – Disco Samba: Disco Samba - 5:40
2. Paolo Barabani – Frutta Fresca - 4:00
3. Esperanto – Paris Latino - 2:38
4. Evans & Fisher – Take All Of Me - 3:16
5. Tacos And Baby Boy – Speedy Gonzales - 2:08
6. Bobby Green – Rosvita - 3:25

## Classifiche

### Classifiche di fine anno
| Classifica (1987) | Posizione | Max Posizione |
| ----------------- | --------- | ------------- |
| Italia            |           |               |

| Classifica (1988) | Posizione | Max Posizione |
| ----------------- | --------- | ------------- |
| Italia            |           |               |